# Onosma ferganense
Onosma ferganense är en strävbladig växtart som beskrevs av Mikhail Grigoríevič Popov. Onosma ferganense ingår i släktet Onosma och familjen strävbladiga växter. Inga underarter finns listade i Catalogue of Life.